# Carinyena (Aragó)
Carinyena (en castellà i oficialment Cariñena) és un municipi d'Aragó, situat a la província de Saragossa i que és el cap de la comarca del Camp de Carinyena. El seu nom prové del fet que Plini, procurador de la Hispània romana, va anomenar CARAE una vila, el sufix INIANA és propi de moltes finques rústiques romanes. El conjunt, CARINIANA vol dir alqueria i l'evolució donarà Carinyena.
Estació de ferrocarril a la línia de Saragossa a Carinyena. Carinyena va ser vila fins a l'any 1909 que se li va concedir el títol de ciutat.

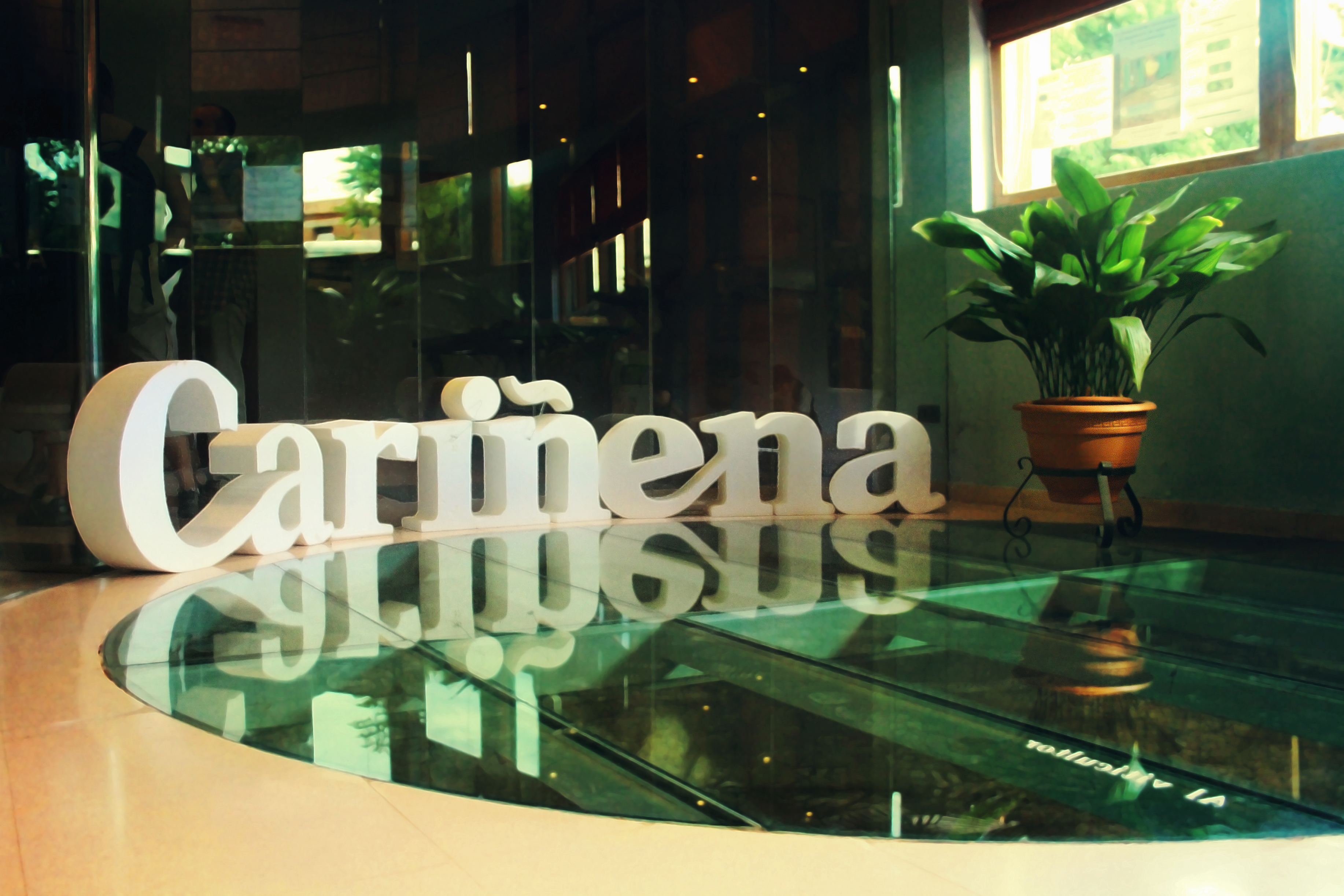
Entrada al museu del vi

A part de ser cap de comarca també és el centre de la DO Cariñena, que produeix interessants vins.
Partit judicial de Daroca, està situat en una plana que es prolonga fins a la ribera que banya el riu Jalón. El terreny és feraç, vers l'est i una mica trencada i fluixa la terra pel nord. Als voltants de la ciutat hi ha moltes arbredes regades per les aigües d'un pantà. La plantació principal és la vinya i després les oliveres, sent les seves principals produccions vi, oli, cereals, llegums, cigróns i hortalissa. Els vins de Carinyena s'exporten en gran quantitat i constitueixen un tipus especial molt estimat als mercats vinícoles. Cria de bestiar de llana i cabrum; fàbriques de farines, aiguardents i teixits de llana.
Dels seus edificis públics cal citar, en primer lloc, l'església parroquial: pertany a l'estil arquitectònic compost i fou construïda al primer terç del segle xviii, època de decadència de l'arquitectura religiosa. Les seves pesades columnes oprimeixen les naus laterals i les vuit capitals que hi ha; molts dels retaules ja eren a l'església antiga; és digne de menció el de la Mare de Déu del Roser, obra d'un imatger de Luesia. També són notables la imatge de l'Asunción, titular de l'església, i el cadirat del cor digna d'una catedral.
A la sagristia hi ha bells quadres, alguns de singular mèrit, i allà es guarda una preciosa custòdia, fabricada a mitjan segle xviii. L'església de què parlem té una torre-campanar còpia del Micalet de València. Aquesta torre va servir de fort als cavallers de Sant Joan. Digne és de menció l'oratori o capella pública del Sant Crist de Sant Jaume, al qual professen gran devoció els naturals de Carinyena. La imatge del Sant Crist fou donada per sant Ramon de Penyafort a mitjans del segle xiii. El temple és d'origen gòtic. A l'edat mitjana fou capella de l'hospital de sant Jaume. A més, podem citar entre els edificis civils la casa consistorial, de sòlida construcció. Encara menys important, hi ha l'oratori de san Martín, l'ermita de Lagunas, edifici notable per la seva arquitectura, i el pou de san Valero, resta del santuari que hi va haver en honor d'aquest sant. A les rodalies va existir el convent de sant Francesc, fundat per sant Bernadí de Siena.

## Història
Carinyena, fundada 500 anys davant de J. C., és l'antiga Iliturgis, anomenada Celtibera per distingir-la de la Iliturgis Betica que és Andújar. El nom Iliturgis, que alguns historiadors escriuen Iliturgo, significa població sense aigües, i els primitius habitants així ho van creure, sens dubte, per ser principalment de secà el seu terreny. Durant la dominació romana es digués Cara o Care, segons es desprèn del que escriu a la seva Espanya Sagrada l'erudit P. Flórez, doncs encara que aquest no afirma d'una manera categòrica que Cara sigui la moderna Carinyena, no obstant es dedueix que així devia ser, ja que llavors no existia, en el convent jurídic Cesaraugustano, cap altre poble al qual pogués correspondre aquest nom.
Cara és la forma femenina d'un adjectiu llatí que significa agradable, deliciós, de gran preu, i potser l'anomenarien així els romans per la riquesa dels seus vins i les excel·lents carns dels seus bestiars. Se li va concedir el privilegi d'encunyar moneda, de la qual se'n conserven alguns exemplars a l'Arxiu Municipal de Barcelona. Molt poc se sap de Carinyena durant les dominacions visigoda i àrab; en un document de l'any 1127, subscrit per Alfons el Bataller se li dona el nom de Caràgena. Ha estat visitada per molts dels reis espanyols, sens dubte per ser poble d'etapa en el camí de Saragossa a Madrid i a València, que a aquest fi es bifurcava a Daroca. El rei Jaume el Just va expedir el 1307, estant a Carinyena, una ordre real, el document de la qual es conserva a l'Arxiu de la Corona d'Aragó, de Barcelona.
El 1348, quan a Carinyena es va trobar el rei Pere el Cerimoniós, va rebre el plet homenatge dels saragossans foristes derrotats per les tropes reials a la batalla d'Épila, i el mateix rei va reunir a Carinyena les corts de l'any 1357, les sessions de les quals es van celebrar a l'església parroquial. S'hi va veure una cosa notable: els diputats tenien dotze dies de temps per presentar-se a les Corts després de l'obertura; havent-se presentat després d'aquest termini els representants de l'infant Ferran, germà del rei, no se'ls va admetre a l'assemblea i van ser fets fora del temple malgrat que al·legaven la impossibilitat en què havien estat d'arribar a temps. El 1363 va assetjar a Carinyena el rei Pere I de Castella, que estava en guerra amb el d'Aragó Pere IV (el Cerimoniós); havent-la pres aquell per assalt, va enviar als seus soldats que mutilessin a tots que trobessin pels carrers, tallant-los a uns les orelles i als altres el nas, el fet del qual està representat en l'escut d'armes: a la meitat superior hi ha un cap sense nas ni orelles, i a la inferior les quatre barres d'Aragó.
El 1393 es va celebrar un sínode a Carinyena, presidit per l'arquebisbe de Saragossa Garcia Fernández de Heredia; el rei Alfons el Magnànim va residir a la vila llargues temporades i hi va fundar un cos de guardes, vigilants i serens. A principis de l'any 1430 va estar a Carinyena el rei Joan el Sense Fe per tal de conferenciar amb el seu germà, el rei d'Aragó, sobre la guerra que sostenien contra el rei Joan II de Castella, la dona del qual, la senyora Maria, era germana d'aquells.
Antigament fou considerada Carinyena com a lloc immune d'epidèmies; allí es van traslladar molts veïns de Saragossa quan assolava aquesta ciutat la pesta bubònica a l'hivern del 1652 al 1653, i en diferents ocasions s'han instal·lat a Carinyena les autoritats superiors, entre elles el Justícia d'Aragó, en el seu temps d'epidèmies. Carles II va concedir al Justícia de Carinyena la jurisdicció de Merino sense dependència de Daroca. Felip II va estar a Carinyena al febrer de 1685 quan anava a les Corts de Montsó-Binèfar, i va atorgar a aquella població el privilegi de poder celebrar una fira al mes de setembre de cada any.
També van visitar la vila de Carinyena Felip III i Felip IV, el príncep Baltasar Carles i l'arxiduc Joan d'Àustria, fills d'aquest. En Felip III esmentat li va concedir jurisdicció civil i criminal, i finalment, per completar els seus privilegis, se li va concedir una escola de llatinitat amb butlla de Pius V. A més dels reis ja esmentats, han visitat aquest poble Carles III amb la família (1759), Carles IV, també amb la família (1802) i Ferran VII (1814).
Les esplèndides festes que Daroca dedicava als monarques quan aquests transitaven pel territori de la Comunitat, se celebraven, no a la ciutat de Daroca, sinó a la vila de Carinyena, d'acord amb el que disposen les Ordinacions de la Comunitat esmentada. L'arxiu d'aquesta va romandre dipositat a l'església de Carinyena fins a l'any 1871 que va ser traslladat a Madrid. Al començament del segle xviii i amb motiu de la Guerra de Successió Espanyola entre Felip V d'Espanya i l'arxiduc Carles d'Àustria, l'ajuntament de la vila va lliurar fortes sumes a les tropes de l'últim al seu pas per Carinyena al mes de novembre de 1710. En esclatar la guerra de la Independència es va formar a Carinyena un nodrit cos de voluntaris que va fer grans proeses.

## Fills il·lustres
- José Franco y Ribate (1878-1951) compositor i director d'orquestra.